# Geekrock
Geekrock (ook bekend als nerdrock) is een subgenre van alternatieve rock. De term is wat ongelukkig gekozen als men het verband zoekt met de muziek. Geekrock wordt gebruikt om de artiesten en uitvoerders te beschrijven, die omwille van hun persoonlijkheid en/of uiterlijk worden aangeduid als "geek" of "nerd".
Thema's die in de songs voor kunnen komen zijn ironie, isolatie, eenzaamheid, onbeantwoorde liefdes en de gebruikelijke fascinaties van de "geek" cultuur zoals videogames, strips, sciencefiction en fantasie
Enkele mainstreambands die onder de term geek rock vallen zijn Devo, Weezer, They Might Be Giants, Fountains of Wayne, The Aquabats en Barenaked Ladies